# Međunarodne pomorske signalne zastave
Sustav međunarodnih pomorskih signalnih zastava način je predstavljanja individualnih slova abecede koji služe kao komunikacijski signali te se njima prenose navigacijske i druge operativne poruke s broda na brod ili s broda na kopno. Sastavni je dio Međunarodnog signalnog kodeksa.

## Slova
- A (Alfa)
Imam ronioca pod vodom, držite se daleko od mene i krećite se polagano.
- B (Bravo)
Ukrcavam, iskrcavam ili prevozim opasan teret.
- C (Charlie)
Da (potvrdan odgovor)
- D (Delta)
Držite se daleko od mene; teško manevriram.
- E (Echo)
Mijenjam kurs u desno.
- F (Foxtrot)
Onesposobljen sam; održavajte vezu sa mnom.
- G (Golf)
Tražim peljara.
- H (Hotel)
 Imam peljara na brodu.
- I (India)
Mijenjam kurs u lijevo. Idem u pravcu pristaništa.
- J (Juliett)
Imam požar i opasan teret na brodu. Držite se daleko od mene.
- K (Kilo)
Želim stupiti u vezu s vama.
- L (Lima)
Odmah zaustavite vaš brod.
- M (Mike)
Moj brod je zaustavljen i ne kreće se.
- N (November)
Ne (negativan odgovor).
- O (Oscar)
Čovjek u moru.
- P (Papa)
Na moru: Moje mreže su zapele za prepreku
U luci: Sve osobe moraju doći na brod jer se uskoro isplovljava.
- Q (Quebec)
Zdravstveno stanje je dobro, tražim slobodan prolaz.
- R (Romeo)
Put je slobodan pored mene.
- S (Sierra)
Moji strojevi rade krmom.
- T (Tango)
Držite se dalje od mene, plovim s tegljem uz bok.
- U (Uniform)
Vi plovite u susret opasnosti.
- V (Viktor) 
Tražim pomoć.
- W (Whiskey)
Tražim liječničku pomoć.
- X (X-ray)
Obustavite ono što činite i pazite na moje signale.
- Y (Yankee)
Moje sidro ore.
- Z (Zulu)
Treba tagljača.
Ribarski brod: Ispuštam mrežu

## Brojevi
| Broj:        | 0 | 1 | 2 | 3 | 4 | 5 | 6 | 7 | 8 | 9 |
| NATO zastave |   |   |   |   |   |   |   |   |   |   |
| MSK          |   |   |   |   |   |   |   |   |   |   |